# Liste der Bodendenkmäler in Ringelai
Auf dieser Seite sind die Bodendenkmäler in der niederbayerischen Gemeinde Ringelai zusammengestellt. Diese Tabelle ist eine Teilliste der Liste der Bodendenkmäler in Bayern. Grundlage ist die Bayerische Denkmalliste, die auf Basis des Bayerischen Denkmalschutzgesetzes vom 1. Oktober 1973 erstmals erstellt wurde und seither durch das Bayerische Landesamt für Denkmalpflege geführt wird. Die folgenden Angaben ersetzen nicht die rechtsverbindliche Auskunft der Denkmalschutzbehörde.

## Bodendenkmäler der Gemeinde

### Bodendenkmäler in der Gemarkung Ringelai
| Lage                | Objekt                                                                               | Akten-Nr.     | Bild |
| ------------------- | ------------------------------------------------------------------------------------ | ------------- | ---- |
| Ringelai (Standort) | Siedlung der späten Latènezeit sowie des späten Mittelalters und der frühen Neuzeit. | D-2-7146-0011 |      |
| Ringelai (Standort) | Siedlung der Latènezeit.                                                             | D-2-7146-0012 |      |
| Ringelai (Standort) | Siedlung des Endneolithikums.                                                        | D-2-7146-0085 |      |
| Ringelai (Standort) | Siedlung der späten Latènezeit.                                                      | D-2-7146-0086 |      |
| Ringelai (Standort) | Spätmittelalterlich-neuzeitlicher Erdstall.                                          | D-2-7146-0089 |      |